# Манасий Лучански
Манасий (Манаси) Димитров Лучански е български учител и революционер, деец на Вътрешната македоно-одринска революционна организация.

## Биография
Лучански е роден в 1869 година в североизточния македонски град Крива паланка, днес в Северна Македония. Учи в Солунската българска гимназия, където е привлечен във ВМОРО. След завършването ѝ с четвъртия випуск в 1889 година става български учител в Тарфа – едно от българските села в околностите на Цариград. Наклеветен от патриаршистките власти Лучански е държан една година в затвор, след което се мести в Узункюпрю, където дълги години е главен български учител. След основаването на комитет на ВМОРО в града от Яким Игнатиев Лучански става негов председател. В Узункюпрю е съден от властите, след училищна инспекция за пробългарска пропаганда. Анастас Разбойников разказва:
| „ | Узункюпрю бе с много будно българско население, в околията имаше големи български села. Градът бе седалище на архиерейски наместник и третокласно българско училище. В 1904 - 1905 г. главен учител (сега ще го наречем „директор“) бе Манаси Лучански, родом от Крива паланка, завършил Солунската мъжка гимназия. Аз бях същата година главен учител в с. Булкаркьой, та с Лучански се срещнахме. Посетил го Хасан Мустафаоглу като инспектор на българските училища в Одринско от страна на турския моариф („просвещение“). Той бе родом от Пловдив. На стената била окачена „Карта на Балканския полуостров“, издание на Хр. Г. Данов... Вдигнатият ученик бил запитан от Хасан Мустафов да му посочи границите на България. Ученикът започнал внимателно по Стара планина (т.е. само Северна България), обаче инспекторът му изкрещял да внимава и ученикът веднага очертал и Южна България в границите на българската държава. Това бе причината Лучански да бъде даден под съд. Мустафов ревизира и Булгаркьойското училище, аз също бях даден под съд, а училищата в Малгарска околия бяха затворени и учителите и учителките изгонени. | “ |

В 1908 година завършва математика в Лозанския университет.
При избухването на Балканската война Манасий Лучански се включва в Македоно-одринското опълчение и служи във Втора рота на Трета солунска дружина. Умира от туберкулоза в дома си в Подуене при една от отпуските си на 4 юни 1913 година.